# Arnie Pantoja
Arnie Pantoja (Kansas City, 16 dicembre 1984) è un attore e doppiatore statunitense di origine ispanica.

## Biografia
Nato a Kansas City, si trasferì nel 2003 a Tarpon Springs in Florida dove frequentò la "East Lake High School". Successivamente frequentò l'Università statale della Florida dove si laureò e nel 2004 si trasferì a Los Angeles per svolgere la carriera di attore professionale.

## Filmografia parziale

### Cinema
- Pipistrelli Vampiro (Vampire Bats), regia di Eric Bross (2005)
- 99, regia di Pete Guzzo (2006)
- Hallows Point, regia di Jeffrey Lynn Ward (2007)
- Sydney White - Biancaneve al college (Sydney White), regia di Joe Nussbaum (2007)
- Hamlet 2, regia di Andrew Fleming (2008)
- The Bigfoot Project, regia di Ricardo Herrera (2017)
- Gumshoe!, regia di Michael Webb (2018)
- Down, regia di Daniel Stamm (2019)
- The Bellmen, regia di Cameron Fife (2020)

### Televisione
- Red Shirts, serie TV (2013-2014)
- Reclamation, regia di Alexander Crews (2015) - film Direct-to-video
- Henry Danger, serie TV, un episodio (2018)
- Into the Dark – serie TV, un episodio (2019)
- Danger Force, serie TV, un episodio (2020)

### Doppiatore
- Tom & Jerry: Operazione spionaggio (Tom and Jerry: Spy Quest), regia di Spike Brandt e Tony Cervone (2015) - film Direct-to-video
- Resident Evil: Vendetta (Biohazard: Vendetta), regia di Takanori Tsujimoto (2017)
- Spirit: Avventure in libertà (Spirit Riding Free), regia di Joshua Taback, Beth Sleven e Julia Fitzmaurice (2017-in corso) - serie animata
- Trolls - La festa continua (Trolls: The Beat Goes On!), serie animata (2018-2019)
- Final Fantasy VII Remake, videogioco (2020)
- Crisis Core: Final Fantasy VII Reunion, videogioco (2022)

## Doppiatori italiani
Nelle versioni in italiano delle opere in cui ha recitato, Arnie Pantoja è stato doppiato da:
- Mirko Mazzanti in Pipistrelli Vampiro
- Davide Quatraro in Sidney White - Biancaneve al college
- Francesco Mei in Into the Dark

Da doppiatore è sostituito da:
- Luca Baldini in Tom & Jerry: Operazione spionaggio
- Marco Barbato in Resident Evil: Vendetta